# 下関丸 (初代)
下関丸（しものせきまる）は、山陽鉄道→鉄道院→日本国有鉄道関門航路に在籍していた鉄道連絡船。同型船に大瀬戸丸がある。
後に七浦丸に改称され、宮島航路および大島航路で運航された。
関門航路の下関丸の名の船舶は2隻あり、ここでは下関丸（初代）について記述する。

## 概要
関門航路は1898年（明治31年）9月1日、山陽鉄道子会社の山陽汽船により下関港～門司港間の定期航路の運航が開始される。1901年（明治34年）5月27日　山陽本線下関駅開業に合わせて新造された船舶が、下関丸と大瀬戸丸である。
三菱合資会社三菱造船所の136番船として建造され、1900年（明治33年）9月2日に起工。1901年（明治34年）2月16日に進水し、同年5月14日に竣工。5月27日、関門航路に就航した。
1920年（大正9年）12月27日、下関丸は特別席設置などの改造を経て宮島航路に転属する。この際七浦丸に船名を変更。
戦後はGHQの日本商船管理局（en:Shipping Control Authority for the Japanese Merchant Marine, SCAJAP）によりSCAJAP-N058の管理番号が付与された。
1946年（昭和21年）4月24日、大島航路が山口県県営から国鉄に移管されると、七浦丸は大島航路に転属したが、1947年（昭和22年）12月に昭和天皇が宮島に行幸（昭和天皇の戦後巡幸）した際には、お召船に充てられた。
その後、1954年（昭和29年）7月、大島航路で自動車航送が開始されると、自動車積載能力が無いため、再び宮島航路に転属となる。
1955年（昭和30年）8月25日、七浦丸は運航を終了し引退。1958年（昭和33年）に売却されたという。